# Hans-Ludwig Ollig
Hans-Ludwig Ollig (* 5. Januar 1943 in Frankfurt am Main) ist ein römisch-katholischer deutscher Theologe und Philosoph.

## Leben
Ollig studierte römisch-katholische Theologie und Philosophie. Er trat 1963 in die katholische Ordensgemeinschaft der Jesuiten ein. 1971 wurde Ollig zum katholischen Priester ordiniert. Ollig war von 1979 bis 2011 als Hochschullehrer für Philosophie an der Hochschule Sankt Georgen tätig. Seine Arbeitsschwerpunkte waren Religionsphilosophie, Neukantianismusforschung und Metaphysik.

## Werke (Auswahl)
- Religion und Freiheitsglaube. Zur Problematik von Hermann Cohens später Religionsphilosophie, Königstein 1979, ISBN 3-445-01953-3
- Der Neukantianismus, Stuttgart 1979, ISBN 3-476-10187-8
- Neukantianismus. Texte der Marburger und der Südwestdeutschen. Schule, ihrer Vorläufer und Kritiker, Stuttgart 1982, ISBN 3-15-007875-X
- Materialien zur Neukantianismus-Diskussion, Darmstadt 1987, ISBN 3-534-09023-3
- Philosophie als Zeitdiagnose: Ansätze der deutschen Gegenwartsphilosophie, Darmstadt 1991, ISBN 3-534-11107-9